# Valea Mare-Pravăț
Valea Mare-Pravăț – wieś w Rumunii, w okręgu Ardżesz, w gminie Valea Mare-Pravăț. W 2011 roku liczyła 1140 mieszkańców.